# Pokojówka na Manhattanie (telenowela)
Pokojówka na Manhattanie (hiszp. Una Maid en Manhattan) – amerykańska telenowela z 2011 roku. Wyprodukowana przez wytwórnię Telemundo.
Telenowela była emitowana premierowo w Stanach Zjednoczonych na kanale Telemundo. W Polsce była emitowana od 5 marca 2012 do 6 listopada 2012 na kanale TV Puls.

## Obsada
| Aktor                | Postać                     |
| -------------------- | -------------------------- |
| Litzy                | Marisa Luján               |
| Eugenio Siller       | Cristóbal Parker Salas     |
| Vanessa Villela      | Sara Montero               |
| Jorge Eduardo García | Eduardo 'Lalo' Mendoza     |
| Marisela González    | Calixta Meléndez           |
| Paulo Quevedo        | Víctor Mendoza             |
| Tina Romero          | Carmen Romera „La nana”    |
| Liz Gallardo         | Leticia Robles             |
| Beatriz Shantal      | Marcela Robles             |
| Ismael La Rosa       | Tadeo Falcón „Tito”        |
| Juan Pablo Llano     | Bruno Rivera               |
| Karen Sentíes        | Amelia Parker Salas        |
| Fred Valle           | Tyron Parker               |
| Jorge Hernández      | Estanislao „Polaco"        |
| Wanda D’Isidoro      | Catalina Lucero            |
| Ana Sobero           | Marcela Villa              |
| Sandra Eichler       | Alicia                     |
| Salim Rubiales       | Tarek                      |
| Maite Embil          | Belinda Delgado            |
| Karina Mora          | Yasmin „Yaya” Mendoza      |
| Jeimy Osorio         | Tania Taylor               |
| Rodrigo Mejía        | Gregorio 'Gojo'            |
| Aneudy Lara          | Jerome                     |
| Carlos Athié         | Lucas Gonzalez             |
| Henry Zakka          | Amador Colina              |
| Khotan Fernández     | Miguel Morales „Miguelito” |
| Mónica Pasqualotto   | Mireya Sanz                |
| Ivan Hernandez       | Steve Martinez             |
| Liannet Borrego      | Sylvia                     |
| Ernesto Tapia        | Ronnie                     |
| Adela Romero         | Gloria de Mendoza          |
| Victor Corona        | Esteban                    |
| Patricio Doren       | Hugo                       |
| Xavier Coronel       | Javier                     |
| Osvaldo Strongoli    | Teófilo 'Teó'              |
| Sofia Sanabria       | Vicky                      |
| Gilver Peralta       | Memo                       |
| Hely Ferrigny        | Manuel Mendoza             |
| Lina Maya            | Natasha                    |
| Omar Robau           |                            |
| Carlos Cuervo        | Joaquin                    |
| Yami Quintero        | Flavia Montes              |
| Armando Acevedo      |                            |
| Cyril Serrao         |                            |
| Raul Arrieta         | Anselmo                    |
| Crisermy Mercado     |                            |